# Danh sách cầu thủ tham dự Cúp bóng đá châu Phi 1992
Dưới đây là danh sách các đội hình thi đấu tại Cúp bóng đá châu Phi 1992.

## Bảng A

### Nigeria
Huấn luyện viên:  Clemens Westerhof
| Số | Vt | Cầu thủ            | Ngày sinh (tuổi)            | Số trận | Câu lạc bộ            |
| -- | -- | ------------------ | --------------------------- | ------- | --------------------- |
|    | TM | David Ngodigha     | 23 tháng 10, 1962 (29 tuổi) |         | ACB Lagos             |
|    | TM | Alloysius Agu      | 12 tháng 7, 1967 (24 tuổi)  |         | MVV Maastricht        |
|    | TM | Ike Shorunmu       | 16 tháng 10, 1967 (24 tuổi) |         | Stationery Stores     |
| 2  | HV | Reuben Agboola     | 30 tháng 5, 1962 (29 tuổi)  |         | Swansea City          |
| 21 | HV | Abdul Aminu        | 21 tháng 2, 1965 (26 tuổi)  |         | El-Kanemi Warriors    |
|    | HV | Ajibade Babalade   | 29 tháng 3, 1972 (19 tuổi)  |         | Shooting Stars Ibadan |
| 6  | HV | Augustine Eguavoen | 19 tháng 8, 1965 (26 tuổi)  |         | Kortrijk              |
| 4  | HV | Stephen Keshi      | 23 tháng 1, 1962 (29 tuổi)  |         | RC Strasbourg         |
| 5  | HV | Uche Okechukwu     | 4 tháng 11, 1967 (24 tuổi)  |         | Brondby I.F.          |
| 3  | HV | Nduka Ugbade       | 6 tháng 9, 1969 (22 tuổi)   |         | CD Castellón          |
| 15 | TV | Mutiu Adepoju      | 22 tháng 12, 1970 (21 tuổi) |         | Real Madrid Castilla  |
| 10 | TV | Friday Ekpo        | 13 tháng 8, 1969 (22 tuổi)  |         | Shell FC              |
| 7  | TV | Finidi George      | 15 tháng 4, 1971 (20 tuổi)  |         | Calabar Rovers        |
| 19 | TV | John Ene Okon      | 15 tháng 3, 1969 (22 tuổi)  |         | Calabar Rovers        |
|    | TV | Thompson Oliha     | 4 tháng 10, 1968 (23 tuổi)  |         | Iwuanyanwu Nationale  |
|    | TĐ | Jonathan Akpoborie | 20 tháng 10, 1968 (23 tuổi) |         | 1. FC Saarbrücken     |
| 20 | TĐ | Dotun Alatishe     |                             |         | Shooting Stars Ibadan |
|    | TĐ | Friday Elaho       | 24 tháng 11, 1967 (24 tuổi) |         | Brondby I.F.          |
| 14 | HV | Emeka Ezeugo       | 16 tháng 12, 1965 (26 tuổi) |         | Lyngby Boldklub       |
| 13 | TĐ | Victor Ikpeba      | 12 tháng 6, 1973 (18 tuổi)  |         | R.F.C. de Liège       |
|    | TĐ | Samson Siasia      | 14 tháng 8, 1967 (24 tuổi)  |         | K.S.C. Lokeren        |
| 8  | TĐ | Rashidi Yekini     | 23 tháng 10, 1963 (28 tuổi) |         | Vitória de Setúbal    |

### Sénégal
Huấn luyện viên:   Claude Le Roy
| Số | Vt | Cầu thủ               | Ngày sinh (tuổi)            | Số trận | Câu lạc bộ           |
| -- | -- | --------------------- | --------------------------- | ------- | -------------------- |
|    | TM | Khadim Faye           | 5 tháng 9, 1970 (21 tuổi)   |         | ASC Diaraf           |
|    | TM | Mamadou Salla         |                             |         | ASC Jeanne d'Arc     |
|    | TM | Cheikh Seck           | 2 tháng 9, 1967 (24 tuổi)   |         | Espérance            |
|    | HV | Mamadou Mariem Diallo | 2 tháng 3, 1967 (24 tuổi)   |         | Port Autonome        |
|    | HV | Adolphe Mendy         | 16 tháng 1, 1960 (31 tuổi)  |         | ASC Jeanne d'Arc     |
|    | HV | Jean Mendy            |                             |         | ASC Diaraf           |
|    | HV | Roger Mendy           | 8 tháng 2, 1960 (31 tuổi)   |         | AS Monaco            |
|    | HV | Ibrahima N'Diaye      | 26 tháng 2, 1964 (27 tuổi)  |         | Etoile du Sahel      |
|    | HV | Mamadou Teuw          | 27 tháng 11, 1959 (32 tuổi) |         | R. Charleroi S.C.    |
|    | TV | Adama Cissé           | 21 tháng 3, 1967 (24 tuổi)  |         | ASC Diaraf           |
|    | TV | Malick Fall           | 17 tháng 11, 1968 (23 tuổi) |         | Angers SCO           |
|    | TV | Oumar Gueye Sène      | 23 tháng 10, 1959 (32 tuổi) |         | Paris SG             |
|    | TV | Aly Male              | 15 tháng 11, 1970 (21 tuổi) |         | ASC Jeanne d'Arc     |
|    | TV | Lamine N'Diaye        | 18 tháng 10, 1956 (35 tuổi) |         | FC Mulhouse          |
|    | TV | Lamine Sagna          | 17 tháng 11, 1969 (22 tuổi) |         | ASC Diaraf           |
|    | TĐ | Jules Bocandé         | 25 tháng 11, 1958 (33 tuổi) |         | RC Lens              |
|    | TĐ | Victor Diagne         | 5 tháng 7, 1971 (20 tuổi)   |         | ASC Diaraf           |
|    | TĐ | Mamadou Diarra        | 18 tháng 10, 1970 (21 tuổi) |         | Port Autonome        |
|    | TĐ | Alboury Lah           | 23 tháng 4, 1966 (25 tuổi)  |         | LB Châteauroux       |
|    | TĐ | Moussa N'Daw          | 10 tháng 10, 1968 (23 tuổi) |         | Wydad Casablanca     |
|    | TĐ | Souleymane Sané       | 26 tháng 2, 1961 (30 tuổi)  |         | SG Wattenscheid 09   |
|    | TĐ | Thierno Youm          | 17 tháng 4, 1960 (31 tuổi)  |         | FC Nantes Atlantique |

### Kenya
Huấn luyện viên:  Gerry Saurer
| Số | Vt | Cầu thủ          | Ngày sinh (tuổi)            | Số trận | Câu lạc bộ    |
| -- | -- | ---------------- | --------------------------- | ------- | ------------- |
|    | TM | John Busolo      |                             |         | AFC Leopards  |
|    | TM | Charles Bwire    |                             |         | AFC Leopards  |
|    | TM | Kenneth Kenyatta | 22 tháng 11, 1968 (23 tuổi) |         | in Reunion    |
|    | HV | Tobias Ochulla   |                             |         | Gor Mahia     |
|    | HV | Francis Oduor    |                             |         | Kisumu Postal |
|    | HV | Terry Onyango    |                             |         | Tusker FC     |
|    | HV | Vitalis Owour    |                             |         | Oman          |
|    | HV | George Sunguti   |                             |         | AFC Leopards  |
|    | HV | Micky Weche      |                             |         | Oman          |
|    | TV | John Lukoye      |                             |         | Oman          |
|    | TV | Anthony Lwanga   | 20 tháng 3, 1972 (19 tuổi)  |         | AFC Leopards  |
|    | TV | James Mbwabi     |                             |         | Bandari       |
|    | TV | Henry Nyandoro   | 20 tháng 10, 1969 (22 tuổi) |         | Shabana Kisii |
|    | TV | Sammy Omollo     | 30 tháng 5, 1970 (21 tuổi)  |         | Tusker FC     |
|    | TV | Alfayo Odongo    |                             |         | Rivatex       |
|    | TĐ | Elijah Koranga   |                             |         | Transcom      |
|    | TĐ | Henry Motego     | 21 tháng 5, 1964 (27 tuổi)  |         | Al-Oruba      |
|    | TĐ | Peter Mwololo    |                             |         | Tusker FC     |
|    | TĐ | Simon Ndungu     |                             |         | Kisumu Postal |
|    | TĐ | Allan Odhiambo   | 16 tháng 9, 1971 (20 tuổi)  |         | Gor Mahia     |
|    | TĐ | David Odhiambo   |                             |         | in Reunion    |
|    | TĐ | Mike Okoth Origi | 16 tháng 11, 1967 (24 tuổi) |         | Tusker FC     |

## Bảng B

### Cameroon
Huấn luyện viên:   Philippe Redon
| Số | Vt | Cầu thủ                  | Ngày sinh (tuổi)            | Số trận | Câu lạc bộ         |
| -- | -- | ------------------------ | --------------------------- | ------- | ------------------ |
| 22 | TM | William Andem            | 14 tháng 6, 1968 (23 tuổi)  |         | Olympic Mvolyé     |
| 1  | TM | Joseph-Antoine Bell      | 8 tháng 10, 1954 (37 tuổi)  |         | AS Saint-Étienne   |
| 16 | TM | Jacques Songo'o          | 17 tháng 3, 1964 (27 tuổi)  |         | SC Toulon          |
| 15 | HV | Hans Agbo                | 26 tháng 9, 1967 (24 tuổi)  |         | Prévoyance Yaoundé |
| 5  | HV | Bertin Ebwelle           | 11 tháng 9, 1962 (29 tuổi)  |         | Olympic Mvolyé     |
| 6  | HV | Emmanuel Kundé           | 15 tháng 7, 1956 (35 tuổi)  |         | Olympic Mvolyé     |
| 4  | HV | Benjamin Massing         | 20 tháng 6, 1962 (29 tuổi)  |         | Olympic Mvolyé     |
| 17 | HV | Victor N'Dip-Akem        | 18 tháng 8, 1967 (24 tuổi)  |         | Canon Yaoundé      |
| 3  | HV | Jules Onana              | 12 tháng 7, 1967 (24 tuổi)  |         | Canon Yaoundé      |
| 14 | HV | Stephen Tataw            | 31 tháng 1, 1961 (30 tuổi)  |         | Olympic Mvolyé     |
| 9  | TV | Jacob Ewane              | 11 tháng 2, 1967 (24 tuổi)  |         | Canon Yaoundé      |
| 19 | TV | Roger Feutmba            | 31 tháng 10, 1968 (23 tuổi) |         | K.V. Kortrijk      |
| 2  | TV | André Kana-Biyik         | 1 tháng 9, 1965 (26 tuổi)   |         | Le Havre AC        |
| 8  | TV | Emile Mbouh              | 30 tháng 5, 1966 (25 tuổi)  |         | Benfica            |
| 10 | TV | Louis-Paul Mfede         | 26 tháng 2, 1961 (30 tuổi)  |         | Olympic Mvolyé     |
| 13 | TV | Jean-Claude Pagal        | 15 tháng 9, 1964 (27 tuổi)  |         | AS Saint-Étienne   |
| 18 | TV | Guy Tapoko               | 25 tháng 12, 1968 (23 tuổi) |         | Stade Lavallois    |
| 12 | TĐ | Érnest Ebongué           | 15 tháng 5, 1962 (29 tuổi)  |         | Varzim S.C.        |
| 11 | TĐ | Eugène Ekéké             | 30 tháng 5, 1960 (31 tuổi)  |         | US Valenciennes    |
| 21 | TĐ | Emmanuel Maboang Kessack | 27 tháng 11, 1968 (23 tuổi) |         | Portimonense S.C.  |
| 20 | TĐ | Cyril Makanaky           | 28 tháng 6, 1965 (26 tuổi)  |         | CD Málaga          |
| 7  | TĐ | François Omam-Biyik      | 21 tháng 5, 1966 (25 tuổi)  |         | AS Cannes          |

### Zaire
Huấn luyện viên: Kalala Mukendi
| Số | Vt | Cầu thủ                   | Ngày sinh (tuổi)            | Số trận | Câu lạc bộ             |
| -- | -- | ------------------------- | --------------------------- | ------- | ---------------------- |
|    | TM | Mpangi Merikani           | 4 tháng 4, 1967 (24 tuổi)   |         | SCOM Mikishi           |
|    | TM | Ngoie Taifan              |                             |         | FC Lupopo Lubumbashi   |
|    | TM | Diankolo Tomisi           |                             |         | AS Vita Club           |
|    | HV | John Buana N'Galula       | 23 tháng 6, 1968 (23 tuổi)  |         | FC Boom                |
|    | HV | Kabwe Kasongo             | 31 tháng 7, 1970 (21 tuổi)  |         | Lubumbashi Sports      |
|    | HV | Epangala Lokose           | 20 tháng 4, 1964 (27 tuổi)  |         | AS Vita Club           |
|    | HV | Kasango Makongo           |                             |         | TP Mazembe             |
|    | HV | Mbaki Makengo             | 13 tháng 4, 1969 (22 tuổi)  |         | Racing Jet Wavre       |
|    | HV | Tshibindi Muya            |                             |         | FC Lupopo Lubumbashi   |
|    | HV | Danny Mansoni Ngombo      | 25 tháng 10, 1963 (28 tuổi) |         | Germinal Ekeren        |
|    | TV | Lemba Basuala             | 3 tháng 3, 1965 (26 tuổi)   |         | Vitoria Guimaraes      |
|    | TV | Iyambo Mara Etshele       | 29 tháng 8, 1968 (23 tuổi)  |         | GFCO Ajaccio           |
|    | TV | Jacques Kinkomba Kingambo | 4 tháng 1, 1962 (30 tuổi)   |         | K. Sint-Truidense V.V. |
|    | TV | Shimbula Mayanga          |                             |         | TP Mazembe             |
|    | TV | Kabeya Mukanya            | 1 tháng 5, 1968 (23 tuổi)   |         | K.F.C. Lommel S.K.     |
|    | TV | N´Dinga Mbote             | 11 tháng 9, 1966 (25 tuổi)  |         | Vitoria Guimaraes      |
|    | TV | Ekanza Simba              | 9 tháng 8, 1969 (22 tuổi)   |         | AS Vita Club           |
|    | TV | Tueba Menayane            | 13 tháng 3, 1963 (28 tuổi)  |         | S.C. Farense           |
|    | TĐ | Ngondola Assombalanga     |                             |         | AS Bilima              |
|    | TĐ | Mbala Henri Balenga       |                             |         | K.A.A. Gent            |
|    | TĐ | Andre Kona N'Gole         | 16 tháng 6, 1970 (21 tuổi)  |         | Lubumbashi Sports      |
|    | TĐ | Tchang Ngombe             |                             |         | Troyes AC              |

### Maroc
Huấn luyện viên:   Werner Olk
| Số | Vt | Cầu thủ             | Ngày sinh (tuổi)            | Số trận | Câu lạc bộ           |
| -- | -- | ------------------- | --------------------------- | ------- | -------------------- |
|    | TM | Khalil Azmi         | 23 tháng 8, 1964 (27 tuổi)  |         | Wydad Casablanca     |
|    | TM | Abdelkader El Brazi | 5 tháng 11, 1964 (27 tuổi)  |         | FAR Rabat            |
|    | TM | Badou Zaki          | 2 tháng 4, 1959 (32 tuổi)   |         | Real Mallorca        |
|    | HV | Lahcen Abrami       | 31 tháng 12, 1969 (22 tuổi) |         | Wydad Casablanca     |
|    | HV | Rachid Azzouzi      | 10 tháng 1, 1971 (21 tuổi)  |         | MSV Duisburg         |
|    | HV | Mouhcine Bouhlal    | 22 tháng 3, 1970 (21 tuổi)  |         | FAR Rabat            |
|    | HV | Abdelmajid Bouyboud | 24 tháng 10, 1966 (25 tuổi) |         | Wydad Casablanca     |
|    | HV | Tahar El Khalej     | 16 tháng 6, 1968 (23 tuổi)  |         | Kawkab Marrakech     |
|    | HV | Jilal Fadel         | 4 tháng 3, 1964 (27 tuổi)   |         | Wydad Casablanca     |
|    | HV | Noureddine Naybet   | 10 tháng 2, 1970 (21 tuổi)  |         | Wydad Casablanca     |
|    | TV | Aziz Bouderbala     | 26 tháng 12, 1960 (31 tuổi) |         | Olympique Lyonnais   |
|    | TV | Mohammed Chaouch    | 12 tháng 12, 1966 (25 tuổi) |         | FC Istres            |
|    | TV | Rachid Daoudi       | 21 tháng 2, 1966 (25 tuổi)  |         | Wydad Casablanca     |
|    | TV | Hicham Dmaei        | 11 tháng 1, 1971 (21 tuổi)  |         | Kawkab Marrakech     |
|    | TV | Moudaka Mouloud     | 5 tháng 3, 1970 (21 tuổi)   |         | Union de Sidi Kacem  |
|    | TV | Driss Mrabet        |                             |         | IR Tanger            |
|    | TV | Khalid Raghib       | 22 tháng 9, 1969 (22 tuổi)  |         | RS Settat            |
|    | TĐ | Abdeslam Laghrissi  | 5 tháng 1, 1962 (30 tuổi)   |         | Qatar                |
|    | TĐ | Hassan Nader        | 8 tháng 7, 1965 (26 tuổi)   |         | Real Mallorca        |
|    | TĐ | Aziz Ouzouggate     | 25 tháng 1, 1965 (26 tuổi)  |         | Olympique Casablanca |
|    | TĐ | Fakhreddine Rajhy   | 3 tháng 10, 1960 (31 tuổi)  |         | Wydad Casablanca     |
|    | TĐ | Said Rokbi          | 20 tháng 10, 1969 (22 tuổi) |         | RS Settat            |

## Bảng C

### Bờ Biển Ngà
Huấn luyện viên: Yeo Martial
| Số | Vt | Cầu thủ                 | Ngày sinh (tuổi)            | Số trận | Câu lạc bộ      |
| -- | -- | ----------------------- | --------------------------- | ------- | --------------- |
|    | TM | Ali Doumbia             |                             |         | Africa Sports   |
| 1  | TM | Alain Gouaméné          | 15 tháng 6, 1966 (25 tuổi)  |         | Raja Casablanca |
| 16 | TM | Losseni Konaté          | 29 tháng 12, 1972 (19 tuổi) |         | ASEC Abidjan    |
| 2  | HV | Basile Aka Kouamé       | 6 tháng 4, 1963 (28 tuổi)   |         | ASEC Abidjan    |
|    | HV | Lassina Dao             | 6 tháng 2, 1971 (20 tuổi)   |         | ASEC Abidjan    |
| 3  | HV | Arsène Hobou            | 30 tháng 10, 1967 (24 tuổi) |         | ASEC Abidjan    |
|    | HV | Nagueu Lignon           | 29 tháng 12, 1968 (23 tuổi) |         | Africa Sports   |
|    | HV | Alassane Ouatara        |                             |         | Africa Sports   |
| 5  | HV | Lué Rufin               | 5 tháng 1, 1968 (24 tuổi)   |         | Africa Sports   |
|    | HV | Sam Abouo               | 26 tháng 12, 1973 (18 tuổi) |         | ASEC Abidjan    |
| 6  | HV | Sekana Diaby            | 10 tháng 8, 1968 (23 tuổi)  |         | Cầu thủ tự do   |
|    | TV | Oumar Ben Salah         | 2 tháng 7, 1964 (27 tuổi)   |         | Le Mans UC72    |
| 7  | TV | Saint-Joseph Gadji-Celi | 1 tháng 5, 1961 (30 tuổi)   |         | ASEC Abidjan    |
|    | TV | Lucien Kassy            | 12 tháng 12, 1963 (28 tuổi) |         | ASEC Abidjan    |
| 17 | TV | Serge-Alain Maguy       | 20 tháng 10, 1970 (21 tuổi) |         | Africa Sports   |
| 15 | TV | Didier Otokoré          | 26 tháng 3, 1969 (22 tuổi)  |         | AJ Auxerre      |
| 21 | TV | Donald-Olivier Sie      | 3 tháng 4, 1970 (21 tuổi)   |         | ASEC Abidjan    |
| 18 | TĐ | Eugène Beugré Yago      |                             |         | Africa Sports   |
|    | TĐ | Youssouf Fofana         | 26 tháng 7, 1966 (25 tuổi)  |         | AS Monaco       |
| 9  | TĐ | Joël Tiéhi              | 12 tháng 6, 1964 (27 tuổi)  |         | Le Havre AC     |
| 10 | TĐ | Abdoulaye Traoré        | 4 tháng 3, 1967 (24 tuổi)   |         | ASEC Abidjan    |
|    | TĐ | Moussa Traoré           | 25 tháng 12, 1971 (20 tuổi) |         | Olympique Alès  |

### Congo
Huấn luyện viên: Noël-Pepe Minga
| Số | Vt | Cầu thủ                  | Ngày sinh (tuổi)            | Số trận | Câu lạc bộ                |
| -- | -- | ------------------------ | --------------------------- | ------- | ------------------------- |
|    | TM | Bruno Matingou Mouanga   |                             |         | Cầu thủ tự do             |
|    | TM | Ambroise Ngoya           | 2 tháng 3, 1964 (27 tuổi)   |         | CARA Brazzaville          |
|    | TM | Christian Samba          |                             |         | Diables Noirs             |
|    | HV | Florent Baloki           | 10 tháng 10, 1971 (20 tuổi) |         | Diables Noirs             |
|    | HV | Appolinaire Bouketo      |                             |         | Patronage Brazzaville     |
|    | HV | Pierre Kallet Mbongo     |                             |         | Inter Club Brazzaville    |
|    | HV | Célestin Mouyabi         | 30 tháng 7, 1957 (34 tuổi)  |         | Cầu thủ tự do             |
|    | HV | Maurice Ntounou          | 13 tháng 9, 1972 (19 tuổi)  |         | Kotoko M'Foa              |
|    | HV | Laurent Nsombi           |                             |         | Diables Noirs             |
|    | HV | Yvon Okemba              | 5 tháng 2, 1966 (25 tuổi)   |         | Inter Club Brazzaville    |
|    | TV | Godfrey Gaylor Bongo     |                             |         | Inter Club Brazzaville    |
|    | TV | Jean-Claude Mbemba       |                             |         | Vasas Budapest            |
|    | TV | Jean-Michel Mbemba       |                             |         | AS Cherbourg              |
|    | TV | Sylvain Moukassa         | 21 tháng 4, 1973 (18 tuổi)  |         | Diables Noirs             |
|    | TV | Jean-Jacques Ndomba      | 12 tháng 1, 1960 (32 tuổi)  |         | Chamois Niortais FC       |
|    | TV | Icertain Tsoumou         |                             |         | Inter Club Brazzaville    |
|    | TV | Simplice Nzamba          |                             |         | Cầu thủ tự do             |
|    | TĐ | Aristide Amouzoud        |                             |         | Etoile du Congo           |
|    | TĐ | François Makita          | 6 tháng 5, 1963 (28 tuổi)   |         | RC Épernay Champagne      |
|    | TĐ | Cesaire Babyllas Malonga |                             |         | Cầu thủ tự do             |
|    | TĐ | Anges Ngapy              | 2 tháng 3, 1963 (28 tuổi)   |         | R.F.C. Seraing            |
|    | TĐ | Pierre Tchibota-Zaou     | 5 tháng 12, 1968 (23 tuổi)  |         | AS Cheminots Pointe Noire |

### Algérie
Huấn luyện viên: Abdelhamid Kermali
| Số | Vt | Cầu thủ                  | Ngày sinh (tuổi)            | Số trận | Câu lạc bộ          |
| -- | -- | ------------------------ | --------------------------- | ------- | ------------------- |
|    | TM | Kamel Kadri              | 19 tháng 11, 1963 (28 tuổi) |         | MC Alger            |
|    | TM | Mounir Laouar            | 25 tháng 3, 1963 (28 tuổi)  |         | MO Constantine      |
|    | TM | Antar Osmani             | 22 tháng 6, 1960 (31 tuổi)  |         | ES Sétif            |
|    | HV | Kamel Adjas              | 3 tháng 1, 1963 (29 tuổi)   |         | ES Sétif            |
|    | HV | Omar Belatoui            | 4 tháng 9, 1969 (22 tuổi)   |         | MC Oran             |
|    | HV | Ali Benhalima            | 21 tháng 1, 1962 (29 tuổi)  |         | UE Lleida           |
|    | HV | Fodil Megharia           | 23 tháng 5, 1961 (30 tuổi)  |         | Club Africain       |
|    | HV | Mourad Rahmouni          | 3 tháng 12, 1963 (28 tuổi)  |         | JS Kabylie          |
|    | HV | Liazid Sandjak           | 11 tháng 9, 1966 (25 tuổi)  |         | Paris SG            |
|    | HV | Mohamed Tribèche         | 14 tháng 6, 1964 (27 tuổi)  |         | ES Sétif            |
|    | TV | Tahar Cherif El-Ouazzani | 10 tháng 7, 1967 (24 tuổi)  |         | Aydınspor           |
|    | TV | Rabah Madjer (c)         | 15 tháng 2, 1958 (33 tuổi)  |         | Qatar SC            |
|    | TV | Mahieddine Meftah        | 26 tháng 9, 1968 (23 tuổi)  |         | JS Kabylie          |
|    | TV | Moussa Saïb              | 6 tháng 3, 1969 (22 tuổi)   |         | JS Kabylie          |
|    | TV | Abdelhafid Tasfaout      | 11 tháng 2, 1969 (22 tuổi)  |         | MC Oran             |
|    | TĐ | Ali Bouafia              | 5 tháng 8, 1964 (27 tuổi)   |         | Olympique Lyonnais  |
|    | TĐ | Nacer Bouiche            | 16 tháng 5, 1963 (28 tuổi)  |         | Red Star Saint-Ouen |
|    | TĐ | Youssef Haraoui          | 12 tháng 5, 1965 (26 tuổi)  |         | Slovan Bratislava   |
|    | TĐ | Hakim Medane             | 5 tháng 9, 1966 (25 tuổi)   |         | F.C. Famalicão      |
|    | TĐ | Djamel Menad             | 22 tháng 7, 1960 (31 tuổi)  |         | F.C. Famalicão      |
|    | TĐ | Mohamed Rahem            | 21 tháng 6, 1970 (21 tuổi)  |         | USM El Harrach      |

## Bảng D

### Ghana
Huấn luyện viên:   Otto Pfister
| Số | Vt | Cầu thủ                | Ngày sinh (tuổi)            | Số trận | Câu lạc bộ             |
| -- | -- | ---------------------- | --------------------------- | ------- | ---------------------- |
| 1  | TM | Edward Ansah           |                             |         | Ashanti Gold SC        |
| 16 | TM | Salifuh Ansah          | 27 tháng 9, 1963 (28 tuổi)  |         | Hearts of Oak          |
| 22 | TM | Abubakari Damba        |                             |         | Great Olympics         |
| 2  | HV | Emmanuel Ampeah        |                             |         | Asante Kotoko          |
| 3  | HV | Nil Darko Ankrah       |                             |         | Great Olympics         |
| 4  | HV | James Kwesi Appiah     |                             |         | Asante Kotoko          |
| 5  | HV | Emmanuel Armah         | 22 tháng 4, 1968 (23 tuổi)  |         | Hearts of Oak          |
| 13 | HV | Isaac Asare            | 1 tháng 9, 1974 (17 tuổi)   |         | R.S.C. Anderlecht      |
| 14 | HV | Anthony Baffoe         | 25 tháng 5, 1965 (26 tuổi)  |         | Fortuna Düsseldorf     |
| 19 | HV | Stephen Frimpong Manso | 15 tháng 5, 1959 (32 tuổi)  |         | Asante Kotoko          |
| 6  | TV | Stanley Aborah, Sr.    | 25 tháng 8, 1969 (22 tuổi)  |         | Austria Wien           |
| 7  | TV | Mohammed Gargo         | 19 tháng 6, 1975 (16 tuổi)  |         | Torino Calcio          |
| 8  | TV | Samuel Opoku Nti       | 23 tháng 1, 1961 (30 tuổi)  |         | FC Glarus              |
| 10 | TV | Nii Lamptey            | 16 tháng 12, 1974 (17 tuổi) |         | R.S.C. Anderlecht      |
| 17 | TV | Abedi Pele             | 5 tháng 11, 1962 (29 tuổi)  |         | Olympique de Marseille |
| 9  | TĐ | Koffi Abrey            |                             |         | Great Olympics         |
| 11 | TĐ | Sarfo Gyamfi           | 17 tháng 7, 1967 (24 tuổi)  |         | FC Swarovski Tirol     |
| 12 | TĐ | Richard Naawu          | 5 tháng 2, 1971 (20 tuổi)   |         | Waldhof Mannheim       |
| 15 | TĐ | Ali Ibrahim Pelé       | 1 tháng 9, 1969 (22 tuổi)   |         | SG Wattenscheid 09     |
| 18 | TĐ | Prince Polley          | 4 tháng 5, 1969 (22 tuổi)   |         | Germinal Ekeren        |
| 20 | TĐ | Yaw Preko              | 8 tháng 9, 1974 (17 tuổi)   |         | R.S.C. Anderlecht      |
| 21 | TĐ | Anthony Yeboah         | 6 tháng 6, 1966 (25 tuổi)   |         | Eintracht Frankfurt    |

### Zambia
Huấn luyện viên: Samuel Ndhlovu
| Số | Vt | Cầu thủ             | Ngày sinh (tuổi)            | Số trận | Câu lạc bộ           |
| -- | -- | ------------------- | --------------------------- | ------- | -------------------- |
|    | TM | David Chabala       | 2 tháng 2, 1960 (31 tuổi)   |         | Argentinos Juniors   |
|    | TM | Richard Mwanza      | 5 tháng 5, 1959 (32 tuổi)   |         | Kabwe Warriors       |
|    | TM | Stephen Zimba       | 5 tháng 5, 1968 (23 tuổi)   |         | NchangaRangers       |
|    | HV | Whiteson Changwe    | 19 tháng 10, 1964 (27 tuổi) |         | Kabwe Warriors       |
|    | HV | Samuel Chomba       | 5 tháng 1, 1964 (28 tuổi)   |         | Kabwe Warriors       |
|    | HV | Ashious Melu        | 6 tháng 6, 1957 (34 tuổi)   |         | Favoritner AC        |
|    | HV | Eston Mulenga       | 7 tháng 8, 1967 (24 tuổi)   |         | Nkana Red Devils     |
|    | HV | John Soko           | 5 tháng 5, 1968 (23 tuổi)   |         | Power Dynamos        |
|    | HV | Robert Watiyakeni   | 18 tháng 10, 1969 (22 tuổi) |         | Power Dynamos        |
|    | TV | Patrick Banda       | 28 tháng 1, 1974 (17 tuổi)  |         | Profound Warriors    |
|    | TV | Wisdom Mumba Chansa | 17 tháng 4, 1964 (27 tuổi)  |         | Power Dynamos        |
|    | TV | Harrison Chongo     | 5 tháng 6, 1969 (22 tuổi)   |         | Mufulira Wanderers   |
|    | TV | Derby Makinka       | 5 tháng 9, 1965 (26 tuổi)   |         | Profound Warriors    |
|    | TV | Linos Makwaza       | 4 tháng 12, 1965 (26 tuổi)  |         | Power Dynamos        |
|    | TV | Mwenya Matete       |                             |         | Konkola Blades       |
|    | TV | Maybin Mugaiwa      |                             |         | Kabwe Warriors       |
|    | TĐ | Kalusha Bwalya      | 16 tháng 8, 1963 (28 tuổi)  |         | PSV Eindhoven        |
|    | TĐ | Beston Chambeshi    | 4 tháng 4, 1960 (31 tuổi)   |         | Nkana Red Devils     |
|    | TĐ | Webster Chikabala   | 27 tháng 3, 1965 (26 tuổi)  |         | Eendracht Aalst      |
|    | TĐ | Gibby Mbasela       | 24 tháng 10, 1962 (29 tuổi) |         | Nkana Red Devils     |
|    | TĐ | Pearson Mwanza      | 1 tháng 1, 1968 (24 tuổi)   |         | Al-Mokawloon al-Arab |
|    | TĐ | Timothy Mwitwa      | 21 tháng 5, 1968 (23 tuổi)  |         | Kabwe Warriors       |

### Ai Cập
Huấn luyện viên: Mahmoud El-Gohary
| Số | Vt | Cầu thủ                   | Ngày sinh (tuổi)            | Số trận | Câu lạc bộ              |
| -- | -- | ------------------------- | --------------------------- | ------- | ----------------------- |
|    | TM | Saafane El-Saghir         |                             |         | Ismaily SC              |
|    | TM | Khaled Moustafa           |                             |         | Al-Ittihad Al-Iskandary |
|    | TM | Ahmed Shobair             | 28 tháng 9, 1960 (31 tuổi)  |         | Al-Ahly                 |
|    | HV | Fawzi Gamal               | 23 tháng 10, 1966 (25 tuổi) |         | Ismaily SC              |
|    | HV | Ibrahim Hassan            | 10 tháng 8, 1966 (25 tuổi)  |         | Neuchâtel Xamax         |
|    | HV | Ayman Ragab               |                             |         | Ismaily SC              |
|    | HV | Ahmed Ramzy               | 25 tháng 7, 1967 (24 tuổi)  |         | Al-Zamalek              |
|    | HV | Hany Ramzy                | 10 tháng 3, 1969 (22 tuổi)  |         | Neuchâtel Xamax         |
|    | HV | Hesham Yakan              | 10 tháng 8, 1962 (29 tuổi)  |         | Al-Zamalek              |
|    | HV | Rabie Yassin              | 7 tháng 9, 1960 (31 tuổi)   |         | Al-Ahly                 |
|    | TV | Mohamed Azima             | 17 tháng 10, 1968 (23 tuổi) |         | SC Fortuna Köln         |
|    | TV | Magdi Abdelghani          | 27 tháng 7, 1959 (32 tuổi)  |         | Beira Mar               |
|    | TV | Ahmed El-Kass             | 8 tháng 7, 1965 (26 tuổi)   |         | Al-Olympi               |
|    | TV | Ashraf Kasem              | 25 tháng 7, 1966 (25 tuổi)  |         | Al-Zamalek              |
|    | TV | Tarek Soliman             | 24 tháng 1, 1962 (29 tuổi)  |         | Al-Masry                |
|    | TV | Magdy Tolba               | 24 tháng 2, 1964 (27 tuổi)  |         | PAOK FC                 |
|    | TV | Ismail Youssef            | 26 tháng 6, 1964 (27 tuổi)  |         | Al-Zamalek              |
|    | TĐ | Gamal Abdelhamid          | 24 tháng 11, 1957 (34 tuổi) |         | Al-Zamalek              |
|    | TĐ | Mohamed Salah Abo Greisha | 1 tháng 1, 1970 (22 tuổi)   |         | Ismaily SC              |
|    | TĐ | Esayed Eid                |                             |         | Al-Masry                |
|    | TĐ | Khaled Eid                |                             |         | Ghazl Al-Mehalla        |
|    | TĐ | Hossam Hassan             | 10 tháng 8, 1966 (25 tuổi)  |         | Neuchâtel Xamax         |